# 伊氏鏢鱸
伊氏鏢鱸為輻鰭魚綱鱸形目鱸亞目河鱸科的其中一種，分布於美國喬治亞州Etowah河及它的兩條支流，體長可達7.7公分，棲息在岩石底質的池塘或溪流。